# Lípa v Dolní Řasnici (u domu číslo 24)
Lípa v Dolní Řasnici byl památný strom rostoucí v Dolní Řasnici, obci na severu České republiky, ve Frýdlantském výběžku Libereckého kraje.

## Poloha a historie
Strom rostl ve východních partiích obce, při jižní straně silnice číslo III/2915, která vytváří spojnici mezi silnicí II/291 a Jindřichovicemi pod Smrkem ležícími při česko-polské státní hranici. Severně od památného stromu se nachází vrch Lípovec (428 m n. m.) a jižně, za domem číslo evidenční 24, protéká řeka Řasnice.
O prohlášení stromu za památný rozhodl městský úřad ve Frýdlantě, který dne 27. května 1994 vydal příslušný dokument. Během jara následujícího roku (1995) byla provedena náhodná kontrola stromu, při níž se strom neshledal v dobré kondici. Následkem poryvu větru se vylomila silná kosterní větev, čímž došlo k zeslabení horní části stromu. Liberecký okresní úřad proto zadal vypracování odborného posudku, z něhož vyplývá, že od rány dolů odumřela stromu kůra a že se ve stromě vyskytuje prasklina vedoucí od hlavního úžlabí až k patě stromu. Tato prasklina navíc nebyla nestabilizovaná a nestále pracovala. Současně kmen stromu postihla hniloba sahající vysoko do koruny. Výsledkem posudku se stalo doporučení strom z bezpečnostních a zdravotních důvodů pokácet. Proto podal frýdlantský úřad k vyšší instanci, na okresní úřad pro okres Liberec, žádost o sejmutí ochrany památného stromu a ten žádosti vyhověl. Dokument vydal 24. října 1995 a 20. listopadu 1995 nabyl právní účinnosti.

## Popis
Památný strom byla lípa srdčitá (Tilia cordata), která v době vyhlášení za památný strom měla nadprůměrný vzrůst a věk. Její kůra vykazovala pravidelnou podobu a koruna byla tvárná. Oceňována se u stromu stala rovněž jeho estetická hodnota a krajinná dominance.